# Paia
Paia är en stad i Maui County, Hawaii, USA med cirka 2 499 invånare (2000). Den har enligt United States Census Bureau en area på totalt 17,5 km² varav 1,8 km² är vatten.  